# Élémentaire (film)
Pour les articles homonymes, voir Élémentaire et Elemental.
Série Classiques d’animation Pixar
Buzz l'Éclair
(2022) Vice-versa 2
(2024)
Pour plus de détails, voir Fiche technique et Distribution.
Élémentaire (Elemental) est un film d'animation américain réalisé par Peter Sohn et produit par Walt Disney Pictures et Pixar Animation Studios sorti en 2023.
Il s'agit du 27e long métrage d'animation de Pixar.

## Synopsis
Un jeune couple immigré, Brul et Sandra Lumen - des éléments de feu (les flamboyants) - arrive à Element City, où vivent les quatre éléments. Confrontés à des réactions de rejet de la part des autres éléments de l'air (les aériens), de la terre (les terriens), et surtout de l'eau (les aquatiques) les traitant comme des monstres, ils ont du mal à trouver un logement. Ils finissent par trouver un bâtiment délabré, où ils créent une boutique appelée le Foyer, et où grandira leur fille Flam.
Avec le temps, le quartier abandonné est devenu un lieu de résidence pour les flamboyants appelé Fire Town. Brul Lumen veut que sa fille reprenne son magasin lorsqu'elle « sera prête », et la jeune Flam grandit avec ce projet. Mais Flam a bien du mal à maîtriser son tempérament volcanique et ses excès de colère provoqués par des clients qui l'énervent.
Submergée par le stress, elle se précipite au sous-sol pour donner libre court à ses nerfs, endommage un tuyau d'eau et provoque une inondation, qui l'amène à rencontrer accidentellement Flack, un garçon aquatique. Flack Delamare, qui a été aspiré par la canalisation, travaille comme inspecteur du service des eaux pour le compte de la mairie d'Element City. Vu l'état défectueux de la plomberie des Lumen, il se voit contraint de délivrer une série de contraventions en larmes qui vont contraindre les Lumen à fermer la boutique.
Pour éviter cela, Flam sort de son quartier, poursuivant Flack pour essayer de l'empêcher de transmettre ces contraventions à ses supérieurs. En vain. Pris de remords, Flack va alors essayer de convaincre sa cheffe, Alizée Cumulus, de faire preuve d'indulgence. Avant de se retrouver chez Flam, Flack enquêtait sur des inondations répétées, et Alizée lui dit qu'elle annulera les contraventions si lui et Flam parviennent à trouver la cause des inondations et à trouver le moyen d'y remédier avant vendredi sous peine de fermer la boutique.
Flam et Flack trouvent la brèche dans un barrage, et la bouchent avec des sacs de sable. Mais cette solution de fortune ne résiste pas très longtemps. En cherchant une autre solution, Flam découvre alors qu'elle peut transformer le sable en verre, et colmate ainsi à nouveau la brèche de manière plus solide. Flam et Flack deviennent de plus en plus intimes en apprenant à connaître l'autre, et Flack invite Flam à rencontrer sa famille qui vit dans un appartement luxueux. Flam se joint au jeu des Delamare qui consiste à faire pleurer l'autre, et elle finit par verser une larme pour la 1ère fois de sa vie lorsque Flack lui avoue ses sentiments pour elle. Flam utilise à nouveau son pouvoir pour réparer une carafe en verre, ce qui impressionne beaucoup la mère de Flack. Celle-ci lui propose de la recommander pour un stage dans une verrerie. Flam réalise alors qu'elle n'a pas vraiment envie de reprendre le magasin de son père mais qu’elle ne peut se résoudre à décevoir les attentes de ce dernier
De retour chez elle avec Flack, elle découvre que sa mère Sandra les a suivis et veut leur faire passer son test sur les relations des flamboyants pour déterminer s'ils sont faits l’un pour l’autre. Mais même si Flack ne peut pas, du fait qu’il soit un aquatique, il parvient à réfléchir la lumière de Flam sur son corps pour créer une étincelle et ils affirment qu’ils sont bien compatibles. Le père de Flam débarque et annonce à sa fille qu'il va prendre sa retraite et lui remettre la boutique. Il raconte à sa fille comment, en quittant son pays natal, il s'est incliné devant son père en faisant le "Bà Ksô" (le grand inclinement traditionnel) mais celui-ci a refusé de s'incliner car il lui a dit que s'il quittait Fireland il ne le considérait plus jamais comme son fils. Flack emmène Flam à la gare centrale de Garden pour voir des fleurs de Vivisteria, qu'on lui a refusé de voir dans son enfance. La station étant maintenant inondée, Alizée fournit à Flam une bulle d'air pour la sécurité tandis que Flack la pousse sous l'eau à travers la station. Flack et Flam découvrent qu'ils peuvent se toucher, sans que Flam ne s'éteigne et sans que Flack ne se vaporise. Mais Flam a toujours peur de trahir sa famille et décide de ne plus revoir Flack.
Dans la soirée, Brul organise une fête pour annoncer son départ à la retraite et de la succession de Flam, mais Flack arrive et lui avoue son amour pour elle, tout en laissant échapper qu'elle est la cause des tuyaux cassés. Flam rejette à nouveau Flack en lui disant de partir de la ville pour ne pas éveiller les soupçons, mais Sandra ressent une véritable affection pour lui. Déçu et furieux, Brul annonce ne pas prendre sa retraite et rejette Flam.
La réparation faite par Flam au barrage finit par se rompre, et le quartier est inondé à nouveau. Après avoir sauvé la flamme bleue, qui est le talisman de la famille Lumen, Flam et Flack qui est revenu après avoir vu de la fumée se retrouvent piégés dans un espace réduit, la température monte et Flack finit par s'évaporer. Flam est désespérée et déclare son amour pour Flack et ce dernier ravi la complimente et finit par entièrement s'évaporer durant un câlin, et après que l'eau s'est retirée, elle trouve le courage de dire à son père qu'elle ne veut pas reprendre l’échoppe, et qu'elle aime Flack. Brul accepte le choix de Flam et lui avoue même que son rêve n'a jamais été la boutique mais Flam elle-même. Comprenant que Flack est toujours là, piégé dans le plafond de pierre, Flam le fait pleurer, afin que, larme après larme, Flack soit délivré du plafond et se reconstitue. Ils s'avouent leur amour et s'embrassent.
Quelques mois après, les habitants d’Element City ont accepté les flamboyants, Brul a enfin pris sa retraite en confiant le Foyer à deux de ses anciens clients réguliers avec qui il est ami alors que Flam et Flack sont en couple. Ils s'apprêtent à quitter Element City pour que Flam puisse commencer à étudier la verrerie, avec la bénédiction de ses parents. Avant d'embarquer, Flam s'incline devant son père qui, en retour, fait de même.

## Fiche technique
- Titre original : Elemental
- Titre français et québécois : Élémentaire
- Réalisation : Peter Sohn
- Scénario : John Hoberg, Kat Likkel et Brenda Hsueh
- Musique : Thomas Newman
- Photographie : David Juan Bianchi et Jean-Claude Kalache
- Production : Denise Ream
- Sociétés de production : Pixar Animation Studios, Walt Disney Pictures
- Société de distribution : Walt Disney Studios Distribution
- Pays de production :  États-Unis
- Langue originale : anglais
- Format : couleur — 35 mm — 1,85:1 — son Dolby Atmos / Dolby Digital
- Genre : Animation, aventure, comédie romantique et fantastique
- Durée : 101 minutes
- Dates de sortie :
  - France : 27 mai 2023 (festival de Cannes) ; 21 juin 2023 (sortie nationale)
  - États-Unis : 16 juin 2023

## Distribution

### Voix originales
- Leah Lewis : Ember Lumen
- Mamoudou Athie : Wade Ripple
- Ronnie del Carmen : Bernie Lumen
- Shila Ommi : Cinder Lumen
- Wendi McLendon-Covey : Gale Cumulus
- Catherine O'Hara : Brook Ripple
- Mason Wertheimer : Clod
- Ronobir Lahiri : Harold Ripple
- Wilma Bonet : Flarrietta Ripple
- Joe Pera : Fern Grouchwood
- Matt Yang King : Alan Ripple / Lutz / Earth Pruner
- Clara Lin Ding : Ember enfant
- Ava Kai Hauser : Lake Ripple
- Reagan To : Ember adolescente
- Jeff Lapensee : client Sparkler
- Ben Morris : Wood Immigration Official
- Jonathan Adams : Flarry
- Alex Kapp : un client / le livreur / le propriétaire de la Terre
- P.L. Brown : le portier

### Voix françaises
Sauf indication contraire ou complémentaire, les informations mentionnées dans cette section proviennent du générique de fin de l'œuvre audiovisuelle présentée ici.
- Adèle Exarchopoulos : Flam Lumen[2]
- Vincent Lacoste : Flack Delamare
- Gabriel Le Doze : Brul Lumen
- Coco Noël : Sandra Lumen
- Déborah Perret : Alizée Cumulus
- Céline Monsarrat : Aquanetta Delamare
- Kaycie Chase : Razmotte
- Jean-François Kopf : Harold Delamare
- Michel Dodane : Ivan Dubois
- Guillaume Lebon : Noé Delamare
- Antoine Ferey : Lutz
- Béatrice Michel : Flarietta Delamare
- Sébastien Ossard : effeuilleur
- Mila Pointet : Flam petite
- Anouck Petitgirard : Flam adolescente
- Jean-François Aupied : Flarry
- Sébastien Desjours : l'agent de l'immigration
- Julien Crampon et Catherine Griffoni : des clients
- Théophile Baquet : le propriétaire
- Barbara Beretta : la livreuse
- Franck Gourlat : le portier

### Voix québécoises
Sauf indication contraire ou complémentaire, les informations mentionnées dans cette section proviennent du générique de fin de l'œuvre audiovisuelle présentée ici.
- Ludivine Reding : Flam Lumen
- Gabriel Lessard : Flack Delamare
- Manuel Tadros : Brul Lumen
- Anne Dorval : Sandra Lumen
- Christine Bellier : Alizée Cumulus
- Nathalie Coupal : Brook Delamare
- Noé Rouillard : Razmotte
- François Sasseville : Harold Delamare
- Johanne Garneau : Flarrietta Delamare
- Sylvain Hétu : Ivan Dubois
- Tristan Harvey : Aqua Delamare
- Hugolin Chevrette-Landesque : Lutz, Client Étincelles
- Alexandre Daneau : Effeuilleur, Portier
- Emma Bao Linh Tourné : Flam petite, Flam adolescente
- Jean-Jacques Lamothe : Flarry
- Nicholas Savard L'Herbier : Fonctionnaire de l'immigration boisé
- Geneviève Bédard : Livreuse
- Fred-Éric Salvail : Propriétaire du terrain

## Production
Le doublage japonais présente Yasashii Kimochide de Superfly comme thème final.

## Accueil

### Accueil critique
En France, le site Allociné propose une moyenne de 3,5⁄5, fondée sur 33 critiques de presse.

### Box-office
| Pays ou région    | Box-office        | Date d'arrêt du box-office | Nombre de semaines |
| ----------------- | ----------------- | -------------------------- | ------------------ |
| États-Unis Canada | 149 055 410 $     | en cours                   | 8                  |
| France            | 2 597 331 entrées | en cours                   | 7                  |
| Total mondial     | 425 562 317 $     | en cours                   | 8                  |

Malgré un début très compliqué dans de nombreux territoires où le film avait amassé seulement 29 millions de dollars lors de son premier week-end aux États-Unis et 44 millions de dollars au niveau mondial (soit le pire démarrage pour un film Pixar depuis 28 ans), le film a pu voir ses ventes de billets régulièrement grimper de semaine en semaine pour atteindre 148 millions de dollars en Amérique du Nord et 425 millions de dollars dans le monde près de deux mois après sa sortie en salle, terminant comme un sleeper hit. Le film a par ailleurs battu un record sur la plateforme Disney+ avec plus de 25 millions de vues en 5 jours.

## Distinctions

### Nominations
- BAFTA 2024 : Meilleur film d'animation
- Golden Globes 2024 : Meilleur film d'animation
- Oscars 2024 : Meilleur film d'animation

### Sélection
- Festival de Cannes 2023 : sélection officielle, hors compétition (film de clôture).